# Governi della Spagna franchista
Furono 15 i Governi della Spagna franchista, durante il regime di Francisco Franco in Spagna. Si susseguirono dal 30 gennaio 1938, insediamento del primo governo, al 22 novembre 1975, ascesa al trono di Juan Carlos I e inizio della transizione democratica.

## Storia
Dal 24 luglio 1936, a seguito dell'Alzamiento, le funzioni esecutive furono svolte dalla Giunta di difesa nazionale composta solo da militari e, dal 2 ottobre 1936, dopo la proclamazione il 29 settembre 1936 di Francisco Franco come "Generalissimo" e capo dello Stato, dalla Giunta tecnica dello Stato con militari e civili.
Il primo governo, che fu un gabinetto di guerra, guidato da Franco, che assumeva anche le funzioni di capo del governo, fu disciplinato e istituito il 30 gennaio 1938, e da quella data si susseguirono 12 governi, sempre guidati da Franco con ministri esponenti del partito unico, il Movimiento Nacional, fino all'11 giugno 1973, quando Franco rimase solo capo dello Stato e nominò presidente del governo l'ammiraglio Luis Carrero Blanco, vice presidente del governo dal 1967, che fu assassinato dall'ETA nel dicembre successivo.
L'ultimo governo franchista (il XV) fu guidato da Carlos Arias Navarro ed ebbe termine il 12 dicembre 1975, quando il re, dopo la morte di Franco, nominò lo stesso Arias Navarro capo del primo governo della transizione democratica (Governo Navarro III).

## I governi
| Presidente del Governo           | Mandato          | Mandato          | Note                                          |
| Presidente del Governo           | da               | a                | Note                                          |
| -------------------------------- | ---------------- | ---------------- | --------------------------------------------- |
| Francisco Franco Bahamonde       | 30 gennaio 1938  | 9 agosto 1939    | Movimiento Nacional - I governo franchista    |
| Francisco Franco Bahamonde       | 9 agosto 1939    | 20 maggio 1941   | Movimiento Nacional - II governo franchista   |
| Francisco Franco Bahamonde       | 20 maggio 1941   | 3 settembre 1942 | Movimiento Nacional - III governo franchista  |
| Francisco Franco Bahamonde       | 3 settembre 1942 | 18 luglio 1945   | Movimiento Nacional - IV governo franchista   |
| Francisco Franco Bahamonde       | 18 luglio 1945   | 18 luglio 1951   | Movimiento Nacional - V governo franchista    |
| Francisco Franco Bahamonde       | 18 luglio 1951   | 16 febbraio 1956 | Movimiento Nacional - VI governo franchista   |
| Francisco Franco Bahamonde       | 16 febbraio 1956 | 25 febbraio 1957 | Movimiento Nacional - VII governo franchista  |
| Francisco Franco Bahamonde       | 25 febbraio 1957 | 10 luglio 1962   | Movimiento Nacional - VIII governo franchista |
| Francisco Franco Bahamonde       | 10 luglio 1962   | 7 luglio 1965    | Movimiento Nacional - IX governo franchista   |
| Francisco Franco Bahamonde       | 7 luglio 1965    | 22 luglio 1967   | Movimiento Nacional - X governo franchista    |
| Francisco Franco Bahamonde       | 22 luglio 1967   | 29 ottobre 1969  | Movimiento Nacional - XI governo franchista   |
| Francisco Franco Bahamonde       | 29 ottobre 1969  | 11 giugno 1973   | Movimiento Nacional - XII governo franchista  |
| Luis Carrero Blanco              | 11 giugno 1973   | 20 dicembre 1973 | Movimiento Nacional - XIII governo franchista |
| Torcuato Fernández-Miranda Hevia | 20 dicembre 1973 | 3 gennaio 1974   | Movimiento Nacional - (ad interim)            |
| Carlos Arias Navarro             | 3 gennaio 1974   | 11 marzo 1975    | Movimiento Nacional - XIV governo franchista  |
| Carlos Arias Navarro             | 11 marzo 1975    | 12 dicembre 1975 | Movimiento Nacional - XV governo franchista   |